# Chloropromazyna
Chloropromazyna (łac. chlorpromazinum) – organiczny związek chemiczny, pochodna fenotiazyny o budowie zbliżonej do chloroprotyksenu. W postaci chlorowodorku stosowana jako lek psychotropowy o działaniu przeciwpsychotycznym, przeciwautystycznym i uspokajającym. Lek zaliczany do leków typowych działających głównie na receptory dopaminergiczne.

## Historia
Chloropromazyna została pierwszy raz zsyntetyzowana pod koniec 1950 roku przez chemika Paula Charpentiera w laboratoriach firmy Rhône-Poulenc. W 1951 roku rozpoczęto badania kliniczne w Wojskowej Klinice Psychiatrycznej w Paryżu. W listopadzie 1952 roku lek wprowadzono do lecznictwa pod nazwą handlową Largactyl. Pierwszym krajem w którym zaczęto stosować Largactyl była Francja.
Chloropromazyna była pierwszym na świecie lekiem przeciwpsychotycznym (neuroleptykiem) i jest stosowana do dzisiaj. Wprowadzenie tego preparatu i kolejnych do lecznictwa było przełomem w leczeniu schizofrenii i wielu innych chorób psychotycznych.

Od czasu wprowadzenia leków neuroleptycznych do lecznictwa psychiatrycznego okres hospitalizacji bardzo się skrócił, można było otworzyć oddziały (drzwi otwarte, a raczej „obrotowe”), znieść środki przymusu bezpośredniego

## Własności farmakologiczne i mechanizm działania
Chloropromazyna jest pochodną fenotiazyny, zawierającą dodatkowy atom chloru w jednym z pierścieni benzenowych i grupę dimetyloaminopropylową (Me2NCH2CH2CH2–) przy heterocyklicznym atomie azotu. Jest pierwszym skutecznym neuroleptykiem wprowadzonym do lecznictwa. Wykazuje działanie przeciwpsychotyczne i uspokajające oraz przeciwautystyczne, przeciwlękowe i umiarkowanie przeciwwymiotne.
Zastosowana zewnętrznie w postaci roztworu na skórę lub błony śluzowe wykazuje silne działanie miejscowo znieczulające, jednak działanie to nie jest wykorzystywane w lecznictwie.
Używana w postaci chlorowodorku. Biologiczny okres półtrwania wynosi 30 godzin. Metabolizowana w wątrobie, jest wydalana przez nerki i układ pokarmowy w postaci nieaktywnych metabolitów. Przenika przez barierę krew-mózg, łożysko oraz do pokarmu kobiecego. Oddziałuje na różne receptory w mózgu, wykazuje następujące działanie:
- antagonizm receptorów dopaminowych(inne języki) (D2)
- antagonizm receptorów 5-HT2
- antagonizm receptorów adrenergicznych α1
- antagonizm receptorów muskarynowych (działanie cholinolityczne)
- antagonizm receptorów H1 (działanie przeciwhistaminowe).

Działanie rozpoczyna się po 30 do 60 minut w przypadku podania doustnego i po 15 do 30 minut w przypadku podania domięśniowego.
Chloropromazyna, jak większość pochodnych fenotiazyny, jest metabolizowana przez cytochrom P450 2D6.

## Wskazania
Jest stosowana głównie w przypadkach schizofrenii połączonej z nadpobudliwością ruchową, w stanach manii, w psychozach nieschizofrenicznych, jako środek uspokajający w premedykacji przed operacjami oraz w zaburzeniach emocjonalnych u dzieci. Jako lek pomocniczy stosowana w objawach abstynencyjnych toksykomanii, m.in. heroiny. Dawkowanie u dorosłych w psychiatrii początkowo 25 mg 3 razy na dobę aż do dawki optymalnej (200–600 mg na dobę). Maksymalna dawka początkowa w warunkach szpitalnych wynosi 800 mg.
Obecnie chloropromazyna straciła na znaczeniu jako lek przeciwpsychotyczny i nie jest już wymieniana w standardach schematów leczenia. W leczeniu schizofrenii i innych chorób psychotycznych stosowana rzadko, z wyraźną tendencją spadkową. Sytuacja ta spowodowana jest wprowadzeniem do lecznictwa psychiatrycznego nowych neuroleptyków, tzw. II generacji o bardziej selektywnym działaniu i dużo mniejszych skutkach ubocznych.

## Przeciwwskazania
- nadwrażliwość na chloropromazynę lub substancje pomocnicze
- zahamowanie czynności szpiku
- niewydolność wątroby i krążenia
- choroba wrzodowa żołądka i dwunastnicy
- choroba Parkinsona, choroba Addisona
- zatrucia: barbituranami, etanolem i narkotycznymi lekami przeciwbólowymi[8]

## Działania niepożądane
Do najczęstszych działań niepożądanych zalicza się senność, zaburzenia snu, depresję, niemożność koncentracji, zahamowanie ruchowe, parkinsonowski zespół poneuroleptyczny, drgawki, zaburzenia czynności wątroby, hipotermię, ostry zespół dyskinetyczny, zaburzenia temperatury ciała, apatię, tachykardię.

## Interakcje
| zmiana stężenia | lek wpływający na zmianę                                                    |
| --------------- | --------------------------------------------------------------------------- |
| 40%             | węglan litu, nikotyna, orfenadryna, leki zobojętniające kwas solny, np. IPP |
|                 | cymetydyna, fenobarbital, hydroksyzyna, kannabinole                         |

| zmiana stężenia | lek wpływający na zmianę                                     |
| --------------- | ------------------------------------------------------------ |
| 100–500%        | beta-adrenolityki (propranolol, pindolol)                    |
|                 | leki przeciwmalaryczne (chlorochina, fansydar, sulfadoksyna) |

## Preparaty – Polska
Dawniej w Polsce dostępne były preparaty doustne pod nazwą handlową Fenactil drażetki. Wytwórcą tych preparatów były Jeleniogórskie Zakłady Farmaceutyczne Polfa (obecna Jelfa) oraz Kutnowskie Zakłady Farmaceutyczne Polfa (obecnie Teva Kutno). Obecnie jedyną zarejestrowaną i dostępną w obrocie postacią leku doustną jest:
- Fenactil krople do użytku wewn. ZF Unia Warszawa

oraz postacie leku do wstrzyknięć
- Fenactil inj. i.m. Warszawskie Zakłady Farmaceutyczne Polfa
- Fenactil inj. i.v. Warszawskie Zakłady Farmaceutyczne Polfa

## Preparaty dostępne na świecie
- Largactyl tabl. Sanofi Aventis – Francja
- Teva-Chlorpromazine tabl. Teva Canada Limited

Preparaty dostępne w Polsce wyłącznie w trybie importu docelowego.